# De Miseria Condicionis Humane
De Miseria Condicionis Humane (Over de ellendige toestand van de mens), ook bekend als Liber de contemptu mundi, sive De miseria humanae conditionis is een twaalfde-eeuwse religieuze tekst geschreven in het Latijn door kardinaal Lotario dei Segni, die later paus Innocentius III zou worden. 
De tekst bestaat uit drie delen; het eerste gedeelte beschrijft de ellendige fysieke gesteldheid van de mens en de vele ontberingen die hij tijdens zijn leven moet doorstaan; in het tweede gedeelte wordt de zinloze eerzucht van de mens naar rijkdom, plezier en aanzien beschreven en het derde gedeelte handelt over de verrotting van het stoffelijk overschot, de angst van de verdoemden in de hel en de dag des oordeels.  
Dei Segni schreef De Miseria Condicionis Humane ergens tussen eind december 1194 en begin april 1195.
Volgens Robert E. Lewis, de redacteur van de meest recente vertaling naar het Engels, zijn er ongeveer 672 manuscripten van De Miseria Condicionis Humane overgeleverd.
De tekst van de Lewis-editie van 1978 is een ongewijzigde transcriptie van een handschrift uit de British Library (British Library, Lansdowne 358, ff. 78-109v), dat oorspronkelijk werd bewaard in de benedictijnse abdij van Battle, East Sussex, Engeland.
Er wordt naar De Miseria Condicionis Humane verwezen in de roman De Toverberg van Thomas Mann uit 1924, in een passage waarin de jezuïtische intellectueel Leo Naphta en Hans Castorp hun overpeinzingen aangaande de pessimistische ascese van de gotiek delen. Naphta noemt De Miseria Condicionis Humane 'een uiterst geestig stuk literatuur'. Hij geeft een 'broos, gekartonneerd boekwerk' (hoogstwaarschijnlijk de Achterfeldt-editie uit 1855) uit zijn persoonlijke bibliotheek te leen aan Hans Castorp.